# 厚皮锥
厚皮锥（学名：Castanopsis chunii），为壳斗科锥属下的一个植物种。